# Ахтинський район
Ахти́нський район (рос. Ахтынский район) — район у південній частині Дагестану Російської Федерації. Адміністративний центр — село Ахти.

## Географія

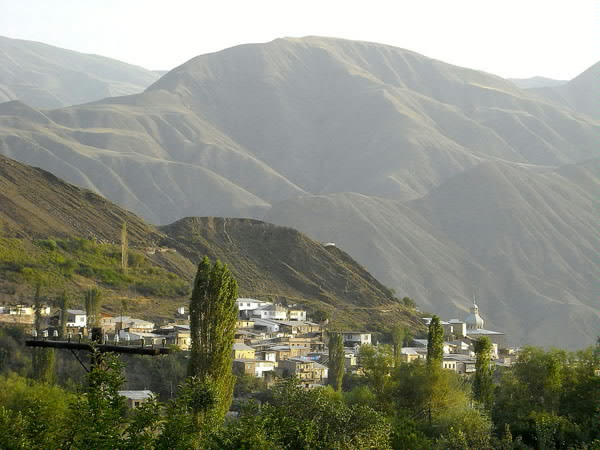
Село Ахти

Район розташований у крайній південній частині республіки, є гірським районом. Межує на північному заході з Рутульським, на півночі з Курахським, на сході з Магарамкентським та Докузпаринським районами. На півдні та південному заході має кордон із Азербайджаном. Загальна площа району становить 1120 км².

## Історія
Ахтинський кантон був утворений 22 листопада 1928 року із Ахтипаринської ділянки колишнього Самурського округу. 3 червня 1929 року кантон стає районом. На той час район складався з 25 сільрад і населенням 40959 осіб. 1934 року до складу району було включене село Хнов. З 25 червня 1952 до 24 квітня 1953 років район підпорядковувався Дербентському округу. 14 вересня 1960 року до району була приєднана більша частина території ліквідованого Докузпаринського району (лівобережжя річки Самур відійшло до складу Магарамкентського району). 24 червня 1993 року був відновлений Докузпаринський район, але без території, що відійшла до Магарамкентського району. До 2004 року до складу району входило також село Ур'ян-Уба, яке знаходилось на території Азербайджану і було анклавом Росії.

## Населення
Населення району становить 32322 особи (2013; 32494 в 2012, 32566 в 2011, 32604 в 2010, 31592 в 2002).
Національний склад населення:
| Народність | Чисельність, (2002) | %     | Чисельність, (2010) | %     |
| ---------- | ------------------- | ----- | ------------------- | ----- |
| Лезгини    | 30 956              | 97,99 | 32 101              | 98,45 |
| Росіяни    | 517                 | 1,64  | 169                 | 0,51  |
| Табасарани | 18                  | 0,06  | 19                  | 0,05  |
| Інші       | 88                  | 0,28  | 83                  | 0,24  |

## Адміністративний поділ
Район адміністративно поділяється на 13 сільських поселень, які об'єднують 19 сільських населених пунктів, з яких Новий Усур знаходиться на території Магарамкентського району:
| Поселення                 | Площа, км² | Населення, осіб (2002) | Населення, осіб (2010) | Центр  | Населені пункти |
| ------------------------- | ---------- | ---------------------- | ---------------------- | ------ | --------------- |
| Ахтинська сільська рада   | -          | 14706                  | 15089                  | Ахти   | 4               |
| Гдимська сільська рада    | -          | 367                    | 388                    | Гдим   | 1               |
| Джабинська сільська рада  | -          | 513                    | 706                    | Джаба  | 1               |
| Зрихська сільська рада    | -          | 1790                   | 1839                   | Зрих   | 1               |
| Какинська сільська рада   | -          | 1553                   | 1655                   | Кака   | 1               |
| Калуцька сільська арада   | -          | 1133                   | 1226                   | Калук  | 1               |
| Луткунська сільська рада  | -          | 3962                   | 3702                   | Луткун | 2               |
| Смугульська сільська рада | -          | 856                    | 692                    | Смугул | 2               |
| Ухульська сільська рада   | -          | 210                    | 223                    | Ухул   | 1               |
| Фійська сільська рада     | -          | 1612                   | 1710                   | Фій    | 1               |
| Хновська сільська рада    | -          | 1636                   | 2059                   | Хнов   | 1               |
| Хрюгська сільська рада    | -          | 2883                   | 2722                   | Хрюг   | 2               |
| Ялацька сільська рада     | -          | 371                    | 593                    | Ялак   | 1               |

### Найбільші населені пункти
| №  | Населений пункт | Населення, осіб (2002) |
| -- | --------------- | ---------------------- |
| 1  | Ахти            | 13 152                 |
| 2  | Луткун          | 3 049                  |
| 3  | Хрюг            | 2 058                  |
| 4  | Зрих            | 1 790                  |
| 5  | Хнов            | 1 636                  |
| 6  | Фій             | 1 612                  |
| 7  | Кака            | 1 553                  |
| 8  | Калук           | 1 133                  |
| 9  | Новий Усур      | 913                    |
| 10 | Гдинк           | 828                    |

## Господарство

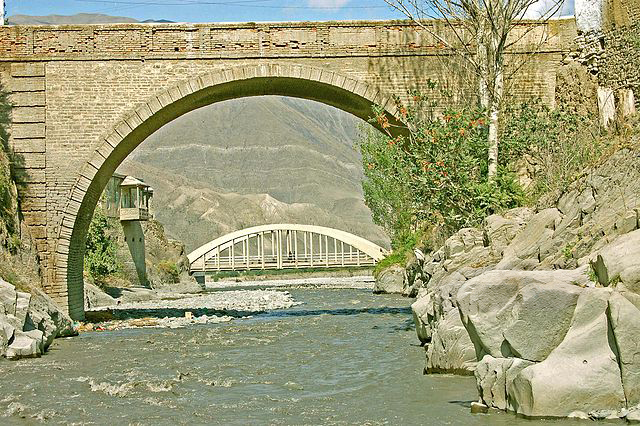
Ахтинські мости

Район сільськогосподарський, розвитку набуло тваринництво та землеробство. Працюють 9 колективних та понад 250 фермерських господарств. Серед промислових підприємств працюють ВАТ «Рассвет» (швейна фабрика), ВАТ «ТНП» (виробництво цегли) та пекарні. На території району знаходиться бальнеологічний курорт «Ахти». 2012 року до району був підведений природний газ.

## Туризм
Ахти є одним з найдавнішим центром лезгинської культури. Тут знаходяться Ахтинська фортеця (19 століття), Ахтинський арочний міст, Ахтинський міст (1915), Ахтинський краєзнавчий музей, мечеть Джума (18 століття).
Серед пам'яток природи у районі є гарячі сірководневі термальні джерела (Курукал), Хрюгський лісовий комплекс, Зрихський водоспад, Міджахський тисячолітній дуб, долина річки Мугулат-дере з виходом на Шалбуз-Даг, гора Келез-Хев біля села Ахти.